# Cerdeira (Sabugal)

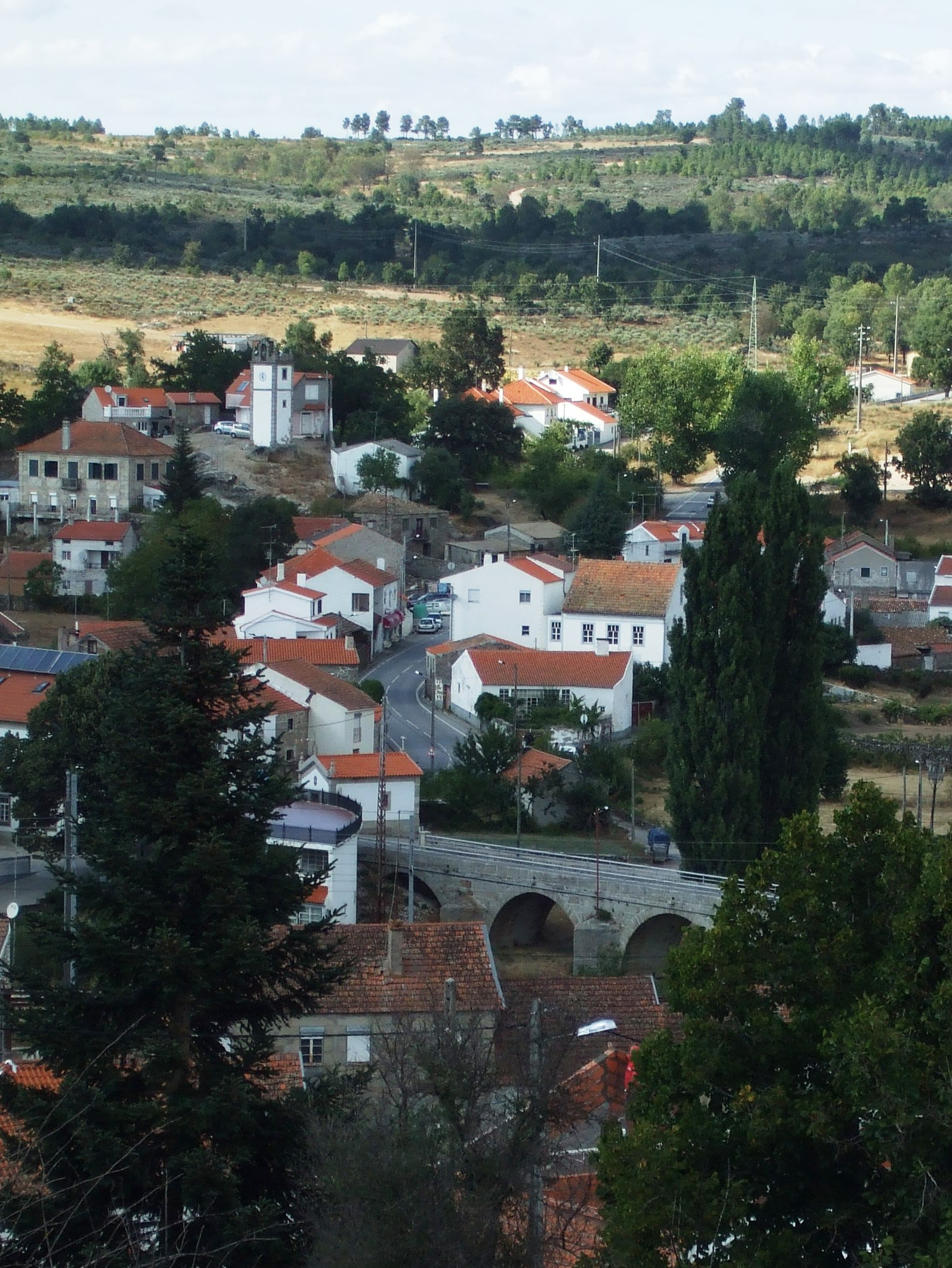

Cerdeira ist eine Gemeinde (Freguesia) im portugiesischen Kreis Sabugal. In ihr leben 188 Einwohner (Stand 19. April 2021).